# Parafia św. Barbary w Lubinie
Parafia św. Barbary w Lubinie – rzymskokatolicka parafia znajdująca się w Lubinie, należąca do diecezji legnickiej i dekanatu Lubin Zachód.